# Tricentrogyna deportata
Tricentrogyna deportata là một loài bướm đêm trong họ Geometridae.